# Земјански Врбовок
Земјански Врбовок (слч. Zemiansky Vrbovok) насељено је мјесто са административним статусом сеоске општине (слч. obec) у округу Крупина, у Банскобистричком крају, Словачка Република.

## Становништво
| Година:    | 1994. | 2004.    | 2014.   | 2024.    |
| ---------- | ----- | -------- | ------- | -------- |
| Број људи: | 156   | 103      | 95      | 78       |
| Разлика:   |       | -33,97 % | -7,76 % | -17,89 % |

| Година:    | 2023. | 2024. |
| ---------- | ----- | ----- |
| Број људи: | 78    | 78    |
| Разлика:   |       | +0 %  |

Према подацима о броју становника из 2024. године насеље је имало 78 становника.